# Рамокгвебана
Рамокгвебана — село в північно-східному окрузі Ботсвани, недалеко від східного кордону, який визначається річкою Рамокгвебана. Пламтрі, Зімбабве, знаходиться по інший бік прикордонного переходу.
Село з'єднане з Франсистауном на півдні 80 кілометровою дорогою з бітумним покриттям, будівництво якої було завершено корпорацією Sinohydro у 2012 році. Рамокгвебана розташована на північному кінці єдиної залізничної лінії в Ботсвані, яка пролягає від Раматлабами на південноафриканському кордоні на північ через Лобаце, Габороне, Пілан, Махалап'є, Палап'є, Серуле та Франсистаун. Колись потяги курсували цією лінією від Йоганнесбурга до Булавайо в Зімбабве, але ця лінія більше не працює.
У травні 2011 року було зареєстровано ще один спалах ящуру в районі Рамокгвебана, через місяць після того, як спалах був зареєстрований у Мацілоє, іншому селі на кордоні Зімбабве.